# Presidente del Senado de Colombia
El Presidente del Senado de la República de Colombia es la máxima autoridad del Senado de Colombia. Es elegido por la totalidad de los miembros, con el sistema de mayoría simple, para un periodo de un año.

## Funciones
Además de ser el presidente del Congreso de la República de Colombia, debe desempeñar las siguientes funciones:
- Debe convocar, dirigir y presidir las sesiones del Congreso pleno.
- Debe representar, junto al Vicepresidente del Congreso, la rama legislativa del Poder Público ante el gobierno, entidades privadas o públicas extranjeras o nacionales.
- Debe coordinar las buenas relaciones y el trabajo entre las Cámaras y sus miembros, permitiendo el desarrollo de buenos vínculos de comunicación para una eficaz actividad legislativa.

Además en las Ceremonia de transmisión de mando presidencial, el presidente del Senado, por protocolo debe tomar el juramento al presidente electo. Una vez es juramentado procede a la imposición de la banda presidencial, después toma de juramento al vicepresidente y ofrece un discurso oficial junto a lectura del acta de la sesión del Congreso.<ref name="Poses1">Red de conocimiento Colombia Aprende Ministerio de Educación de Colombia. «Celebración nacional». Archivado desde el original el 15 de marzo de 2012. Consultado el 6 de agosto de 2010.

## Posesión
En la sesión de instalación del Congreso, el presidente, jurará ante sus integrantes de la siguiente forma:

"Invocando la protección de Dios, juro ante esta Corporación sostener y defender la Constitución y leyes de la República, y desempeñar fielmente los deberes del cargo"

Ley 5ª de 1992, Título I, Capítulo I, Sección 2a. Sesión inaugural del período congresal, Artículo 16.